# Dmytro Kotovskyi
Dmytro Volodymyrovych Kotovskyi (en ukrainien : Котовський Дмитро Володимирович) né le 8 novembre 2001 à Rivne en Ukraine est un skieur acrobatique ukrainien spécialisé dans le saut acrobatique.

## Palmarès

### Championnats du monde
- Championnats du monde 2023 à Bakouriani (Géorgie) :
  -  Médaille de bronze en saut par équipes.
- Championnats du monde 2025 à Engadine (Suisse) :
  -  Médaille d'argent en saut par équipes.

### Coupe du monde
- Meilleur classement en saut acrobatique : 2e en 2023.
- 6 podiums dont 2 victoires.

#### Détails des victoires
| Épreuve / Édition | Sauts                |
| ----------------- | -------------------- |
| 2022-2023         | Deer Valley Engadine |